# Audio Codec '97

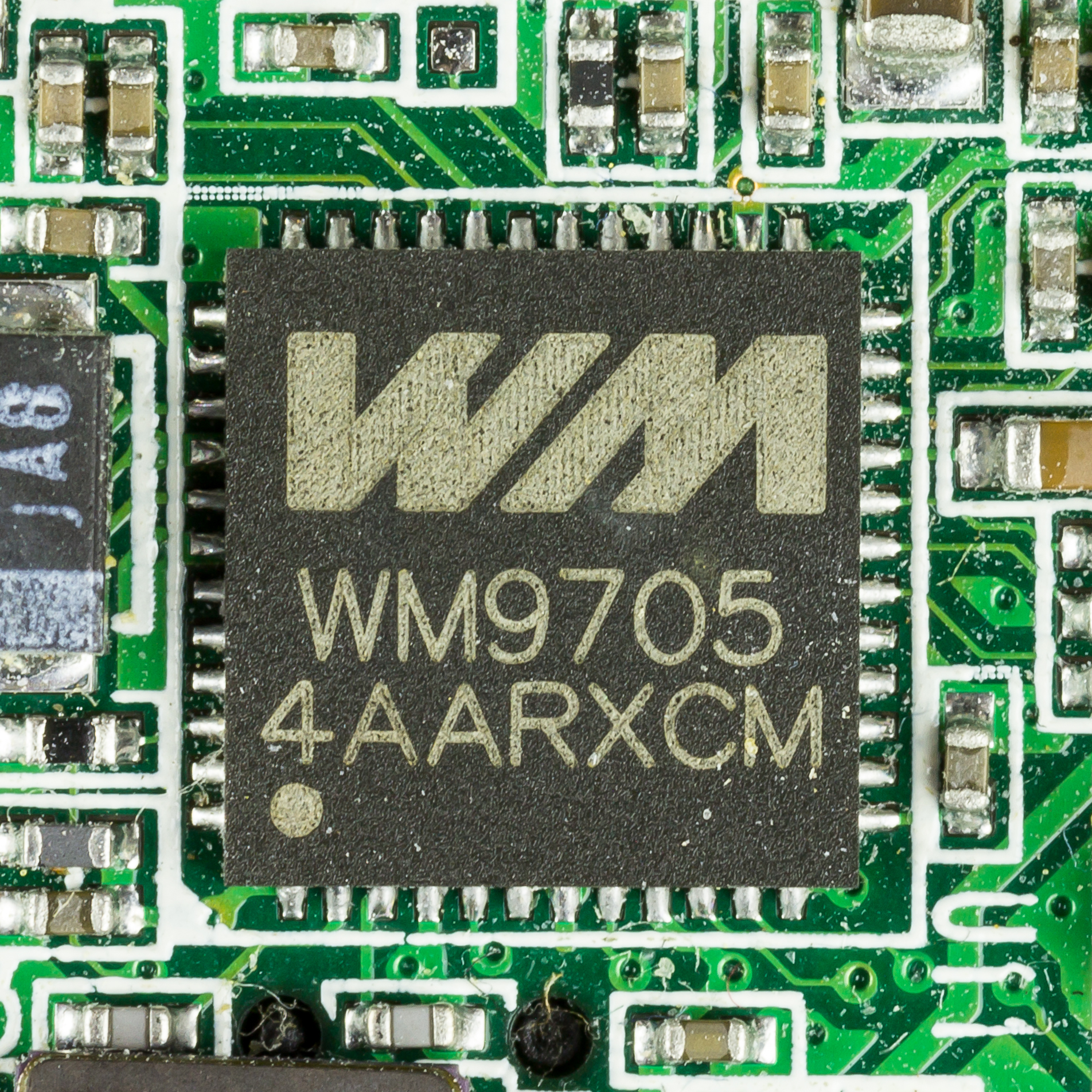
Typhoon MyGuide 3500 mobile - contrôleur - Wolfson WM9705 - CODEC multimédia AC'97 avec contrôleur d'écran tactile intégré

L’AC'97, ou AC97, pour Audio Codec ’97 est un codec audio d'Intel. Il est généralement implémenté par un processeur sonore ou un processeur de signal numérique, se trouvant dans une puce, que ce soit sur la carte mère d'un ordinateur, dans une prise USB (casques-micro USB par exemple), sur un modem, ou encore sur une carte son. Dans le cas d'un Système sur une puce (SoC), ce processeur est généralement intégré au sein de la puce intégrant l'ensemble du système.
Depuis 2004, il est remplacé chez Intel par le High Definition Audio (en).

## Versions
Il existe plusieurs versions du codec :
- compatible 1.x assure que le sampling est effectué à 48 kHz
- compatible 2.1 ajoute le support du multicanal
- compatible 2.2 ajoute le support S/PDIF
- compatible 2.3 améliore la configurabilité et le traitement des capteurs

La version 2.3 est Plug and Play.